# Caja de sexo

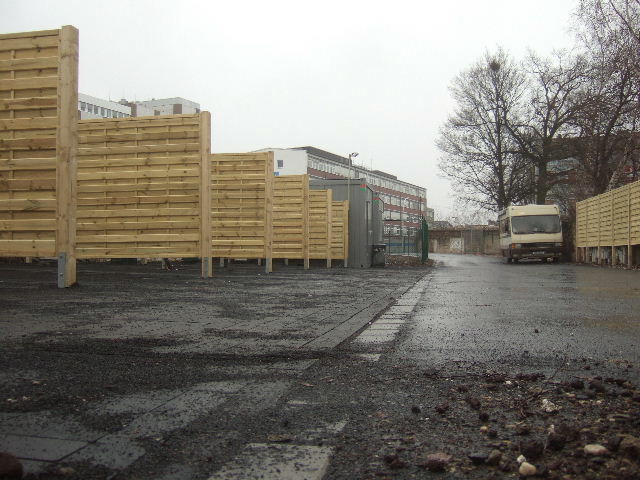
Verrichtungsboxen en Bonn, Alemania.

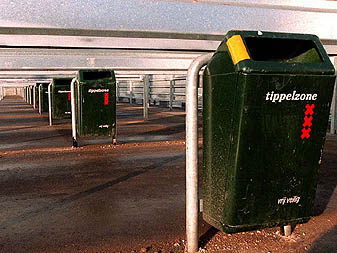
Imagen de un aparcamiento de cajas sexuales en Ámsterdam, el cual fue posteriormente clausurado.

Una caja de sexo, caja sexual, cabina sexual o drive-in sexual (en holandés, afwerkplek, "lugar para después del trabajo"; en alemán, Verrichtungsbox, "caja de faenas" o sex-boxen, "caja de sexo"; en inglés, sex drive-in, "drive-in sexual" o sex box, "caja de sexo") es un garaje para automóviles (o un lugar protegido de manera similar) que está diseñado para el uso de servicios de prostitución callejera por parte de conductores (y en algunos casos, también para su uso por peatones), siendo propio de algunas ciudades de los Países Bajos, Alemania y de la ciudad suiza de Zúrich. Por lo general, las instalaciones son creadas por las autoridades locales para controlar los lugares en los que se ejerce prostitución callejera y brindar mayor seguridad, intimidad y atención higiénica a las prostitutas (llegando a contar con un botón para alertar al personal de seguridad, o estructuras para facilitar la salida de la prostituta del coche en caso de emergencia).

## Conceptualización

### Historia
Las cajas sexuales aparecieron por primera vez en Utrecht el 6 de mayo de 1986, con el objetivo de trasladar la prostitución callejera a un área controlada donde los proxenetas y los traficantes de drogas no tuviesen acceso. Esta estrategia se denominó en primera instancia "Modelo de Utrecht". En 2001, Colonia se convirtió en la primera ciudad de Alemania en adoptar este modelo en sus políticas públicas; sería seguida posteriormente por Bonn, Essen y Dortmund. Dortmund terminaría clausurándolas en 2011, ante las protestas vecinales que llevaron a prohibir la prostitución callejera en toda el área de la ciudad. En Zúrich, debido a las numerosas quejas de los residentes debidas a la prostitución callejera, las autoridades comenzaron a considerar el modelo en 2010, visitando instalaciones de cajas sexuales, incluidas las de Colonia y Essen, para comprobar su funcionamiento. Los votantes de Zúrich aprobaron la construcción de una instalación similar en su ciudad en un referéndum en marzo de 2012. Así, en 2013 fue inaugurada la primera sex-boxen (caja de sexo en alemán suizo) de Suiza en Zúrich.
El 1 de julio de 2021, las cabinas sexuales de la ciudad de Utrecht cerraron tras 35 años de actividad, debido a la construcción de nuevos edificios en la zona en la cual estaban ubicadas (Europalaan), y la falta de alternativas para reubicar las cabinas, incluyendo la oposición vecinal a aquellos nuevos lugares sugeridos. Eelco Eerenberg, el concejal de Salud Pública de Utrecht, ha declarado que ayudarán a encontrar a las prostitutas locales salidas distintas a su trabajo. Esto es debido, en parte, a que, hasta la construcción de las nuevas ventanas para prostitutas en el barrio proyectado de Nieuw Zandpad, con el cierre de las cabinas sexuales, la prostitución se ha convertido, de facto, en ilegal en Utrecht (puesto que no está permitida en clubes ni en pisos particulares, ni existen otras zonas designadas para la prostitución callejera en la ciudad).

### Funcionamiento
Antes de entrar a la caja de sexo, el cliente y la prostituta llevan a cabo una negociación en un área designada específicamente para tal fin (generalmente una calle cercana), permaneciendo la prostituta fuera del coche del cliente durante dicha negociación. Una vez la prostituta y el cliente acuerdan un precio, la prostituta entra al vehículo por el lado del pasajero, y el cliente conduce hacia la zona de las cajas propiamente dichas.
Las cajas de sexo son esencialmente mini garajes. Suelen contar con botones de alerta a las autoridades, para su uso en caso de altercados. Generalmente, están diseñadas para que, una vez el conductor y la prostituta entren, el conductor no pueda salir del vehículo desde su asiento mientras su coche esté en la estructura , pero la prostituta (montada en otro asiento) sí pueda.
En los Países Bajos, los aparcamientos con cabinas sexuales (así como otros lugares donde se permite la prostitución callejera en el país) suelen tener anexas unas instalaciones denominadas huiskamers (literalmente, en español, "salas de estar"), donde las prostitutas pueden tomarse un descanso, ducharse, comprar condones y recibir asesoramientos y atención sanitaria.
En Alemania, las cabinas sexuales también suelen contar con áreas para asearse y ducharse. Las autoridades controlan periódicamente las cajas para mantener alejados a espectadores y mirones, ya que el área alrededor de las cabinas está destinada exclusivamente a las prostitutas y a sus clientes. A principios de 2011, la ciudad de Bonn trasladó sus instalaciones anteriores a una nueva "zona de actuación" en otro lugar que, desde entonces, ha sido la única zona de la ciudad donde se puede contratar a prostitutas callejeras. Las prostitutas solo pueden sostener las conversaciones iniciales pertinentes entre las 8 p. m. y las 6 a. m. en una sección adyacente de la calle. Un servicio de seguridad privada contratado por la ciudad protege la zona puesta a disposición de las mujeres de forma gratuita. Sin embargo, la condición para usar las cajas es que las prostitutas deben pagar un impuesto de 6 euros por noche, que la ciudad introdujo a principios de 2011. Desde mediados de 2011, esta obligación se puede cumplir comprando un boleto en una máquina de boletos de impuestos, una máquina de boletos de estacionamiento especialmente reconvertida por la administración de la ciudad. Tres años después de la introducción de las cajas, la ciudad de Colonia arrojó un saldo positivo, señalando que las prostitutas tuvieron un aumento significativo en la atención médica y que difícilmente eran víctimas de delitos violentos.

## Ciudades con cajas sexuales en la actualidad

### Alemania
- Bonn - Immenburgstrasse.[3]
- Colonia - Geestemünder Strasse.[21]
- Essen - Bundenstrasse 224.[22]

### Países Bajos
- Arnhem - Oude Veerweg, en el polígono industrial Kleefse Waard, a 3 kilómetros al sureste del centro de la ciudad (desde 1996).[23][24] Entre 1991 y 1996, de manera provisional, hubo cajas sexuales en el centro, justo detrás del Palacio de Justicia.[25]
- Nimega - Nieuwe Marktstraat.[26]

### Suiza
- Zúrich - Strichplatz Depotweg (Altstetten).[27][28]

## Ciudades que en el pasado contaron con cajas sexuales

### Alemania
- Dortmund - Ravensberger Strasse (cerradas en mayo de 2011).[7]

### Países Bajos
- Ámsterdam - Theemsweg (cerradas en diciembre de 2003).[29]
- Eindhoven - Achtseweg Zuid (cerradas en mayo de 2011).[30]
- Groninga - Bornholmstraat (cerradas en abril de 2019).[31]
- Heerlen - Heideveldweg (cerradas en mayo de 1997), De Beitel (cerradas en enero de 2013).[32][33][34]
- La Haya - Van der Kunstraat (Laakhaven) (cerradas en 2006).[35]
- Róterdam - Keileweg (cerradas en septiembre de 2005).[34]
- Utrecht - Europalaan (cerradas en julio de 2021).[5][14]